# Divadlo za branou
Le Divadlo za branou (littéralement en français le Théâtre derrière la porte) est un théâtre de Prague qui a été en activité entre 1965 et 1972,, lorsque son existence fut interdite par le Parti communiste tchécoslovaque.
Les cofondateurs étaient le metteur en scène Otomar Krejča, les dramaturges Karel Kraus et Zdeněk Mahler, le poète et dramaturge Josef Topol, le scénographe Jan Koblasa (cs) et les acteurs Jan Tříska et Marie Tomášová.
Après la révolution de Velours, le projet original est suivi par le Divadlo za branou II rénové mais il est fermé en 1994 par le ministère de la Culture de la République tchèque.

## Histoire
En 1965, Otomar Krejča décide de quitter le Théâtre national, entre autres à cause du concept insatisfaisant de la composition de son programme. Il fonde alors son propre théâtre, où il interprète un répertoire similaire. La distribution de la scène nouvellement créée est composée de 24 acteurs (16 hommes et 8 femmes). Les premiers titres sont Kočka na kolejěj de Josef Topol et  Maškary z Ostende de Michel de Ghelderode le 23 novembre 1965.
Les pièces de Tchekhov Les Trois Sœurs, La Mouette (sa reprise le 10 juin 1972 est la dernière représentation du théâtre) et Ivanov sont connaissent leur première au Divadlo za branous. Des tragédies antiques sont aussi jouées comme Œdipe roi ou Antigone de  Sophocle, ainsi que Lorenzaccio de Musset. Le théâtre fait plusieurs tournées, notamment en Europe occidentale.
Il est supprimé par un décret du ministère de la Culture du 29 juin 1972, invoquant des conditions de sécurité inadéquates dans la salle du Palais Adria. De nombreux artistes protestent contre l'interdiction en 1972, notamment Friedrich Dürrenmatt, Arthur Miller et Ingmar Bergman.
Le Divadlo za branou est alors selon Vladimír Just « à son époque, le théâtre tchèque le plus célèbre au monde ».
Les membres de la troupe de théâtre étaient, en autres, Leopolda Dostalová (cs), Marie Tomášová, Jan Tříska, Miloš Nedbal (cs), Ladislav Boháč (cs), Vlasta Chramostová, Milena Dvorská, Milan Riehs (cs), Vladimír Matějček (cs), Vladimír Menšík, Hana Maciuchová (cs), Libuše Šafránková, Jiří Zahajský (cs), Miroslav Moravec (cs), Jan Hartl et Hana Pastejříková.
Le théâtre était situé dans les locaux du Palais Adria à Prague, qu'il partageait avec Laterna Magika (dans la première étape de son existence jusqu'en 1972), aujourd'hui siège du Divadlo Bez zábradlí.